# Pacte Hoare-Laval
Le pacte Hoare-Laval est un pacte proposé en décembre 1935 par le secrétaire d'État aux Affaires étrangères britannique Samuel Hoare à Pierre Laval, président du Conseil français, pour mettre fin à la seconde guerre italo-éthiopienne.
Le royaume d'Italie voulait s'emparer de l'Éthiopie afin de l'intégrer à son empire colonial et se venger de précédentes défaites dans la région. Le pacte offrait la partition de l'Abyssinie afin de ménager les ambitions impériales de Benito Mussolini et l'empêcher de s'allier avec Adolf Hitler.
Il concédait à l'Italie la souveraineté sur le Tigré et l'Ogaden en assurant la prépondérance économique italienne sur la zone méridionale éthiopienne.
Dénoncé par la gauche britannique et française, le pacte est abandonné par les deux gouvernements. L'Italie occupe plus tard toute l'Abyssinie, bien que le pacte aurait préservé l'indépendance d'une partie du pays. De plus, Mussolini, furieux de ce qu'il voit comme trahison occidentale, s'allie avec Hitler, ce que le pacte était fait pour empêcher.
Patrick Buchanan et d'autres personnalités de droite voient donc l'abandon du pacte comme erreur monumentale de l'avant Seconde Guerre mondiale.